# 유강 (회양회왕)
회양회왕 유강(淮陽懷王 劉強, ? ~ 기원전 183년)은 중국 전한의 황족 · 제후왕으로, 전한 혜제의 아들이라 하나 고황후가 속인 것이라는 말도 있다.
혜제의 후궁의 아들로, 혜제 사후 임조칭제를 하는 고황후가 여씨를 왕으로 세우기 위해 먼저 여후 원년(기원전 187년) 4월에 혜제의 후궁의 아들들을 왕과 후로 봉하면서 왕이 되었다. 봉국은 이전에 유우가 받았다가 유우가 조왕으로 이봉되면서 폐한 회양나라다. 그러면서 승상으로는 고황후의 조카인 여승(呂勝)을 딸려받았다. 여후 5년(기원전 183년) 8월에 죽었고, 시호를 회(懷)라 했으며, 아들이 없어서 동생 호관후 유무가 뒤를 이어 회양왕이 되었다.